# Perfect Love Affair
Perfect Love Affair (im Original Love Affair) ist eine Neuverfilmung des Filmes Die große Liebe meines Lebens (An Affair to Remember) mit Cary Grant und Deborah Kerr von 1957, der seinerseits bereits eine Neuverfilmung von Ruhelose Liebe (Love Affair) aus dem Jahre 1939 war. Inhaltlich eng an das Original angelehnt wurde die Handlung in die Gegenwart des Entstehungsjahrs (1994) verlegt. 

## Handlung
Wegen einer Notlandung mit einem Jumbo auf den Cookinseln müssen die Passagiere mit Schiffen versuchen, trotzdem ihre Reiseziele zu erreichen. Dadurch lernen sich Mike Gambril und Terry McKay kennen. Der attraktive Mike ist ein ehemals erfolgreicher American-Football-Spieler, der als Sportreporter ein lockeres Leben führt und demnächst eine reiche Frau heiraten wird. Die liebliche Terry verdiente ihr Geld als Backgroundsängerin. Verlobt mit dem Multimillionär Ken Allen, richtet sie seitdem aber dessen Anwesen rund um den Globus ein und lebt gut davon. In der romantischen Umgebung der Fidschi-Inseln, bei einem familiären Besuch bei Mikes sympathischer Tante Ginny, verlieben sich die beiden ineinander. Bevor sie sich trennen, um jeweils von ihren eigentlichen Verlobten empfangen zu werden, verabreden sich beide in genau drei Monaten auf dem Empire State Building.
In diesen drei Monaten krempeln beide ihr Leben um, um ihre eigentlichen Berufungen zu finden und sich auf die große Verabredung vorzubereiten. Mike trennt sich von seiner Verlobten, nimmt einen schlecht bezahlten Trainerjob an und beendet somit auch seinen Playboy-Lebensstil mangels Geld. Auch Terry trennt sich von ihrem Verlobten und arbeitet als musizierende Kindergärtnerin. Auf dem Weg zur großen Verabredung wird Terry am Fuße des Empire State Buildings von einem Auto angefahren und ist hüftabwärts gelähmt. In der Hoffnung, Mike bald auf beiden Beinen entgegenzutreten und aus Scham angesichts der derzeitigen Entstellung meldet sie sich nicht bei Mike.

## Kritik
- Lexikon des internationalen Films: „Ein zurückhaltend inszeniertes, verträumt-nostalgisches Remake der Komödie Die große Liebe meines Lebens (1957) von Leo McCarey (die eine Neuauflage von Ruhelose Liebe, 1939, vom selben Regisseur ist). Die Handlung erweist sich als immer noch tragfähig, zumal die Romantik des Stoffs durch eine gute Profilierung der Figuren abgestützt wird.“[1]

## Auszeichnungen
Conrad L. Hall wurde 1995 für die Kameraarbeit für den American Society of Cinematographers Award nominiert. Warren Beatty wurde 1995 für die Goldene Himbeere in Kategorie
schlechteste Neuverfilmung oder billigster Abklatsch nominiert.

## Hintergrund
Die Hauptdarsteller Annette Bening und Warren Beatty sind seit 1992 verheiratet. 
Katharine Hepburn spielt in ihrem letzten Spielfilmauftritt in einer Nebenrolle als Mikes Tante Ginny.